# Waldville
Waldville este o arie protejată (arie specială de conservare — SAC, sit de importanță comunitară — SCI) din Germania întinsă pe o suprafață de 1.129,12 ha, integral pe uscat.

## Localizare
Centrul sitului Waldville este situat la coordonatele 50°40′34″N 6°57′22″E / 50.6761°N 6.9561°E.

## Înființare
Situl Waldville a fost declarat sit de importanță comunitară în martie 2001 pentru a proteja 1 specie de plante. Situl a fost protejat și ca arie specială de conservare în octombrie 2005.

## Biodiversitate
Situată în ecoregiunea atlantică, aria protejată conține 3 habitate naturale: Lacuri eutrofice naturale cu vegetație de tip Magnopotamion sau Hydrocharition, Păduri de fag Luzulo-Fagetum, Păduri de stejar sau de stejar și carpen sub-atlantice și medio-europene de Carpinion betuli.
La baza desemnării sitului se află o specie protejată de  plante: Luronium natans.